# Супа топчета
Супа топчета е традиционна българска супа, приготвено от омесена с подправки кайма, бульон, зеленчуци, макаронени изделия, подправки, която след като стане готова се застройва с яйце, брашно, и кисело мляко.
Едно от най-популярните ястия в България, тя е известна поне от 30-те години на XX век, като сегашното ѝ наименование се утвърждава през 70-те години.

## Традиционна българска рецепта
В кипяща вода се добавят лук, моркови и целина нарязани на кубченца. Каймата се омесва със ориз, ситно нарязан кромид лук, черен и червен пипер и яйчен белтък. Омесват се малки топчета които се пускат във врящия бульон. Добавя се фиде или ориз.
Когато всичко е сварено, супата се отстранява от огъня да изстине, за да не се пресече застройката. В отделен съд се разбива млякото с яйчен жълтък. След като поизстине супата се добавя застройката, като при наливането ѝ, супата се бърка в кръг. Добавя се ситно нарязан обикновен магданоз (често супата не се застройва, а се сервира бистра).